# Kale del Galles
I Kale del Galles (anche Kalá, Valshanange; in gallese Roma yng Nghymru, Sipsiwn Cymreig, Cale) sono un gruppo rom in Galles. Molti affermano di essere discendenti di Abram Wood, che fu il primo rom a risiedere permanentemente ed esclusivamente in Galles all'inizio del XVIII secolo, sebbene i Romanichal (Travellers) apparissero in Galles già dal XVI secolo. I Kale del Galles vivono quasi esclusivamente nel Galles nord-occidentale, in particolare nelle aree di lingua gallese. I Romanichal abitano invece nel Galles del sud (a Cardiff e dintorni, Swansea e Newport) e nel nord-est del Galles (a Wrexham e in alcune zone del Galles verso Liverpool e Chester).
In generale, i Kale del Galles hanno una struttura sociale in cui un gruppo di diverse unità familiari resta sotto l'autorità di un capo maschio. Tuttavia alcune famiglie Kale sono matriarcali, con una donna anziana scelta per consenso tra le altre donne della famiglia per assumere il ruolo di leader.
I Kale del Galles sono strettamente legati ai Romanichal inglesi, ai Romanisæl scozzesi, ai Romanisæl svedesi e ai Kaale finlandesi.
Molti Kale gallesi sono emigrati negli Stati Uniti nel corso dei secoli. La maggior parte dei Kale gallesi che emigrò negli Stati Uniti è stata assorbita dalle comunità romanì degli Stati Uniti, con grandi porzioni di Travellers romanì americani che rivendicano l'eredità dei Kale gallesi.

## Lingua
I Kale parlano il dialetto romanì gallese. Originariamente le varianti del romanì gallese e l'anglo-romanì del Romanichal costituivano una lingua comune, il romanì britannico. Il romanì galleseche l'anglo-romanì strettamente correlati tra loro e ai dialetti romanì parlati in Scozia (Cant scozzese), Finlandia (Kalo finlandese) e Norvegia e Svezia (Scando-romanì). I romanì gallesi, inglesi, scozzesi, svedesi, norvegesi e finlandesi condividono origini comuni di un'ondata di immigrati romanì giunti in Inghilterra nel XVI secolo.
La lingua romanì gallese sopravvisse nel Galles del nord fino almeno al 1950. Una sorta di dialetto "pidgin" sorse alla fine del XIX secolo, principalmente composto da romanì gallese e inglese.

## Integrazione nella cultura gallese
Pur preservando il loro stile di vita in viaggio, i Kale si integrarono fino a rivendicare diversi aspetti della cultura gallese, tra cui la conversione al cristianesimo, l'assunzione dei cognomi gallesi e la partecipazione a eisteddfodau regionali e nazionali. In particolare, John Robert Lewis, marito della nipote di Abram Wood, avrebbe vinto premi per arpa nel 1842, 1848 e 1850.
Un altro discendente, John Roberts, si guadagnò il soprannome di "Telynor Cymru" e insegnò a tutta la sua famiglia vari strumenti. La sua illustre carriera culminò in un'esibizione davanti alla regina Vittoria al Palé Hall il 24 agosto 1889 in occasione della Royal Visit in Wales. John Roberts suonava con i suoi nove figli, tutti sull'arpa.